# DNA (2020)
DNA (Originaltitel: ADN) ist ein französisch-algerisches Filmdrama von Maïwenn aus dem Jahr 2020.

## Handlung
Die Familie trifft sich im Seniorenheim, um Großvater Émir Fellah zu besuchen, der seit einiger Zeit an Alzheimer erkrankt ist. Journalistin Anne ist vor Ort, hat sie doch mit Émir vor seiner Erkrankung zahlreiche Gespräche geführt und daraus ein Buch geschaffen, das Émirs Geschichte erzählt. Im Buch befinden sich auch die Erinnerungen an Émirs Heimat Algerien, die er jedoch als junger Mann verlassen hatte, um sich in Frankreich niederzulassen. Émir ist das verbindende Element zahlreicher zerstrittener Familienmitglieder. Besonders eng ist die Verbindung mit Enkelin Neige, die beim Großvater aufwuchs. Sie ist geschieden und alleinerziehende Mutter dreier Kinder. Neiges Verhältnis zur resoluten Mutter Caroline und zum sie verachtenden Vater Pierre ist schlecht.
Als Émir stirbt, brechen sich sämtliche Animositäten in der multikulturellen Familie Bahn. Emirs Töchter Caroline und Françoise streiten mit dem Rest der Familie über die Art des Sarges, über die Art der Trauerfeier und der Kleidung, die der Verstorbene im Sarg tragen soll, auch wenn feststeht, dass er eingeäschert wird. Auf dem Friedhof geraten Neige und ihr Vater aneinander und wenig später Neige und ihre Mutter, die verhindert, dass Neige auf der Trauerfeier einen Text von Anne vorliest, da Anne nicht zur Familie gehört. Als Neige später die Urne mit Emirs sterblichen Überresten erhält, entschuldigt sich Caroline bei ihrer Tochter für ihr Verhalten auf der Beerdigung. Neige gesteht, dass sie Angst vor ihr hat, immer befürchtet, geschlagen zu werden, und sie letztlich von ihr angewidert ist.
Neige lässt einen DNA-Test machen, um ihre Wurzeln zu erkunden. Ihr Vater, der teils asiatischer Herkunft ist, hat nie von seinen Wurzeln erzählt. Von der Mutter weiß sie, dass sie Algerierin ist und so denkt sie, dass sie zu 50 % algerische Wurzeln haben muss. Im Algerischen Konsulat beantragt sie die algerische Staatsbürgerschaft. Sie beschäftigt sich intensiv mit algerischer Literatur und Geschichte. Das DNA-Resultat ist jedoch überraschend, so hat sie überwiegend spanische Wurzeln; nur 14,8 % ihrer DNA ist nordafrikanischen Ursprungs. Eine genauere Unterteilung in väterliche und mütterliche DNA erhält Neige nicht, da ihr Vater ihr keine DNA-Probe geben will.
Neige sucht Pariser Orte mit algerischer Geschichte auf; auf dem Pont Saint-Michel, auf dem 1961 zahlreiche Algerier ums Leben kamen, bricht sie zusammen. Sie hat seit Tagen nichts gegessen. Im Krankenhaus erfährt sie, dass ihre algerische Einbürgerung abgeschlossen ist und entlässt sich selbst. Kurz darauf bricht sie mit ihrem algerischen Pass nach Algerien auf und durchstreift schließlich die Straßen von Algier.

## Produktion
Gedanken zum Film DNA hatte Maïwenn bereits seit einigen Jahren niedergeschrieben. Als ein Filmprojekt zu Madame du Barry im Jahr 2019 nicht umgesetzt wurde, bot ihr Produzent Pascal Caucheteux an, stattdessen ein anderes Projekt mit niedrigerem Budget umzusetzen. Maïwenn brachte daher die bereits vorliegenden Notizen zu DNA in Form. Das Szenario war kurz gehalten und gab Dialogansätze vor; in weiten Teilen waren die Schauspieler angehalten, zu improvisieren. Gedreht wurde drei Wochen lang im August 2019 in Paris sowie in Algerien. Der Drehort für die Szenen im Seniorenheim war die Résidence Gabrielle d’Estrée in Charenton-le-Pont. Die Filmbauten stammen von Angelo Zamparutti.
DNA sollte ursprünglich im Rahmen der Internationalen Filmfestspiele von Cannes im Mai 2020 uraufgeführt werden. Aufgrund der COVID-19-Pandemie wurde das Festival jedoch abgesagt. Der Film erlebte daher erst am 11. September 2020 auf dem Festival des amerikanischen Films seine Weltpremiere und war in der Folge auf weiteren Festivals weltweit zu sehen, darunter im September 2020 auf den Festival Internacional de Cine de San Sebastián, im Oktober 2020 auf dem Zurich Film Festival und der Viennale sowie im November auf dem Internationalen Filmfestival Thessaloniki. Am 28. Oktober 2020 lief der Film in den französischen Kinos an, bereits am Folgetag wurden die Kinos im Zuge des Lockdowns in Frankreich wieder geschlossen. Zu dem Zeitpunkt hatten in Frankreich 34.000 Zuschauer den Film im Kino gesehen. Ende Dezember 2020 wurde der Film aufgrund der weltweiten COVID-19-Pandemie schließlich in zahlreichen Ländern direkt online über Netflix veröffentlicht.

## Auszeichnungen
DNA wurde auf dem Festival Internacional de Cine de San Sebastián im September 2020 für den Publikumspreis nominiert. Auf dem Ghent International Film Festival lief der Film im Oktober 2020 im Rennen um den Grand Prix als Bester Film. DNA erhielt 2021 einen Prix Lumières in der Kategorie Beste Regie. Der Film wurde 2021 für einen César in den Kategorien Beste Regie, Beste Nebendarstellerin (Fanny Ardant), Bester Nebendarsteller (Louis Garrel) und Beste Filmmusik nominiert.